# Synagoga w Algierze
Synagoga w Algierze (fr. Synagogue d'Alger) – synagoga znajdująca się w Algierze, stolicy Algierii, przy ulicy Randon. Przez wiele lat była główną synagogą algierskiej gminy żydowskiej.
Synagoga została zbudowana w 1865 roku w stylu mauretańskim, nawiązującym do pobliskich meczetów. Autorem jej projektu był architekt Pierre Guiauchain. Synagoga została zbudowana na planie kwadratu i zwieńczona kopułą. Po I wojnie światowej została nazwana imieniem rabina Abrahama Blocha – rabina polowego armii francuskiej, poległego podczas wojny.
11 grudnia 1960 roku synagoga została zajęta przez bojowników Frontu Wyzwolenia Narodowego. Wnętrze synagogi zostało zdewastowane, zniszczono również zwoje Tory, a na ścianach budynku namalowano swastyki i antysemickie hasła.
W 1994 roku synagoga została zamknięta, a następnie urządzono w niej meczet Ben Farès.